# كرايغ غرين (مصارع رياضي)
كرايغ غرين (بالإنجليزية: Craig Green)‏ هو مصارع رياضي أسترالي، ولد في 30 يونيو 1964.

## وصلات خارجية
- كرايغ غرين على موقع قاعدة بيانات المصارعة الدولية (الإنجليزية)
- كرايغ غرين على موقع أوليمبيديا (الإنجليزية)
- كرايغ غرين على موقع اللجنة الأولمبية الأسترالية (الإنجليزية)
- كرايغ غرين على موقع اتحاد ألعاب الكومنولث (مؤرشف) (الإنجليزية)